# Ibbenbürener Volkszeitung
L’Ibbenbürener Volkszeitung est un journal quotidien régional allemand publié dans l'arrondissement de Steinfurt.

## Histoire
Le journal est fondé par Theodor Rieping (1852–1930, relieur et marchand) et Franz Brockmeyer (rédacteur en chef jusqu'en 1899) et paraît pour la première fois le 14 décembre 1898 avec une édition d'essai pour la publicité par abonnement. Un an plus tard, 41 commerçants, artisans et agriculteurs fondent l'Ibbenbürener Vereinsdruckerei GmbH (IVD) et publient le journal trois jours par semaine (les mardis, jeudis et samedis). Le prix d'un abonnement était de 75 pfennigs pour un trimestre. Dès le début, l'IVZ a également des abonnés à l'étranger, principalement aux Pays-Bas.